# Kyel Reid
Kyel Romaine Reid (Londra, 26 novembre 1987) è un calciatore inglese, centrocampista del Rayners Lane.

## Palmarès

### Club

#### Competizioni nazionali
- Football League Championship: 1

Wolverhampton: 2008-2009